# Domaniža
Domaniža je naseljeno mjesto u okrugu Považská Bystrica u Trenčínskom kraju u Slovačkoj.

## Stanovništvo
| Godina:     | 1993. | 2003.   | 2013.   | 2023.    |
| ----------- | ----- | ------- | ------- | -------- |
| Broj ljudi: | 1512  | 1494    | 1487    | 1638     |
| Razlika:    |       | -1,19 % | -0,46 % | +10,15 % |

| Godina:     | 2022. | 2023.   |
| ----------- | ----- | ------- |
| Broj ljudi: | 1641  | 1638    |
| Razlika:    |       | -0,18 % |

Prema podacima o broju stanovnika iz 2023. godine naselje je imalo 1638 stanovnika.

## Vanjske poveznice
|  | Zajednički poslužitelj ima još gradiva o temi Domaniža |

- Službena stranica naselja (sl.)